# Vincent Burns
Vincent Burns (Valdosta, Georgia; 21 de junio de 1981-17 de julio de 2024) fue un jugador de fútbol americano estadounidense que jugó dos temporadas en la NFL con los Indianapolis Colts en la posición de defensive end.

## Carrera

### Universidad
A nivel universitario empezó con los Northern Arizona Lumberjacks en el 2000, pero al año siguiente fue transferido a los Kentucky Wildcats, donde jugó cuatro temporadas y fue elegido en dos ocasiones al segundo equipo All-SEC.

### Profesional
Sería seleccionado en la posición 92 de la tercera ronda del Draft de la NFL de 2005 por los Indianapolis Colts, equipo en el que jugó por dos temporadas hasta 2006.